# Agnieszka Jelewska
Agnieszka Jelewska (ur. 1977) – medioznawczyni i kulturoznawczyni, dr hab. nauk humanistycznych, profesor uczelni Interdyscyplinarnego Centrum Badawczego Humanistyka\Sztuka\Technologia (HAT Research Center) Uniwersytetu im. Adama Mickiewicza w Poznaniu i Wydziału Antropologii i Kulturoznawstwa Uniwersytetu im. Adama Mickiewicza w Poznaniu.

## Życiorys
28 września 2005 obroniła pracę doktorską Mit sztuki teatru w refleksji teoretycznej Edwarda Gordona Craiga, 3 grudnia 2014 habilitowała się na podstawie oceny dorobku naukowego i pracy zatytułowanej Ekotopie. Ekspansja technokultury. Pracowała na Wydziale Filologii Polskiej i Klasycznej Uniwersytetu im. Adama Mickiewicza w Poznaniu, w Państwowej Wyższej Szkole Teatralnej im. L. Solskiego w Krakowie na Wydziale Teatru Tańca w Bytomiu i w Katedrze Scenografii na Wydziale Architektury Wnętrz i Scenografii Uniwersytetu Artystycznego w Poznaniu.
Została zatrudniona na stanowisku profesora uczelni w Instytucie Teatru i Sztuki Mediów oraz w Interdyscyplinarnym Centrum Badawczym Humanistyka\Sztuka\Technologia na Uniwersytecie im. Adama Mickiewicza w Poznaniu, a także Wydziale Antropologii i Kulturoznawstwa Uniwersytetu im. Adama Mickiewicza w Poznaniu.
Jest dyrektorem Interdyscyplinarnego Centrum Badawczego Humanistyka\Sztuka\Technologia oraz prodziekanem Wydziału Antropologii i Kulturoznawstwa Uniwersytetu im. Adama Mickiewicza w Poznaniu.

## Publikacje
- 2007: Craig. Mit sztuki teatru[2]
- 2013: Sensorium. Eseje o sztuce i technologii
- 2013: Ekotopie. Ekspansja technokultury[2]
- 2014: Art and Technology in Poland. From Cybercommunism to the Culture of Makers[2]